# Eupheme (måne)
Eupheme (tidligere S/2003 J 3) er en af planeten Jupiters måner. Den blev opdaget 5. februar 2003, af Scott S. Sheppard, David C. Jewitt, Jan Kleyna, Yanga R. Fernández og Henry H. Hsieh. Månen har retrograd omløb om Jupiter.
Eupheme er en af i alt 16 Jupiter-måner i den såkaldte Ananke-gruppe; 16 måner med omtrent samme omløbsbane som månen Ananke.
Månen er opkaldt efter den græske gratie Eupheme. 
| Naturvidenskab | Spire Denne naturvidenskabsartikel er en spire som bør udbygges. Du er velkommen til at hjælpe Wikipedia ved at udvide den. |